# Eversberge
Eversberge ist eine Hofschaft in Halver im Märkischen Kreis im Regierungsbezirk Arnsberg in Nordrhein-Westfalen (Deutschland).

## Lage und Beschreibung
Eversberge liegt auf 380 Meter über Normalnull nordwestlich des Halveraner Hauptortes im Tal des Schmalenbachs, der über den Löhbach in die Ennepe entwässert. Der Ort ist über Nebenstraßen erreichbar, die von der Bundesstraße 229 abzweigen und weitere Nachbarorte anbinden. Diese sind Oege, Löhbach, Brenscheid, Lingensiepen, Kirchlöh, Beisen, Beiserohl, die Löhrmühle und Schmalenbach. Östlich steigt das Gelände zu einer 406 Meter über Normalnull hohen Anhöhe an. 

## Geschichte
Eversberge wurde erstmals 1645 urkundlich erwähnt, die Entstehungszeit der Siedlung ist vermutlich nur wenig älter und wird auf 1600 datiert.
1818 lebten 18 Einwohner im Ort. Laut der Ortschafts- und Entfernungs-Tabelle des Regierungs-Bezirks Arnsberg wurde Eversberge unter dem Namen Eversberg als Hof kategorisiert und besaß 1838 eine Einwohnerzahl von 19, allesamt evangelischen Glaubens. Der Ort gehörte zur Eickhöfener Bauerschaft innerhalb der Bürgermeisterei Halver und besaß drei Wohnhäuser und zwei landwirtschaftliche Gebäude.
Das Gemeindelexikon für die Provinz Westfalen von 1887 gibt eine Zahl von 13 Einwohnern an, die in drei Wohnhäusern lebten.